# بيني (جمهورية الكونغو الديمقراطية)
بيني هي مدينة تقع شمال شرق جمهورية الكونغو الديمقراطية،المدينة تقع غرب حديقة فيرونغا الوطنية وجبال رونزوري.